# 新乡镇
新乡镇，是中华人民共和国重庆市万州区下辖的一个乡镇级行政单位。

## 行政区划
新乡镇下辖以下地区：
新埸社区、万顺村、合作村、治华村、龙泉村和三水村。